# Solenidium racemosum
Solenidium racemosum är en orkidéart som beskrevs av John Lindley. Solenidium racemosum ingår i släktet Solenidium och familjen orkidéer. Inga underarter finns listade i Catalogue of Life.